# Кац Семен Абрамович
Кац Семен (Сімон) Абрамович (23 жовтня (5 листопада) 1907, Радивилів — 7 лютого 1983, Чернівці) — український хірург, професор, педагог.
Після закінчення в 1932 році Ростовського медичного інституту поступив в аспірантуру того ж вузу. З 1933 по 1940 рік працював у різних лікувальних закладах Ростовської області, з 1940 року по 1945 рік — провідний хірург ряду госпіталів. З 1945 по 1954 роки працював доцентом Харківського медичного інституту, на кафедрі загальної хірургії, а потім госпітальної хірургії.
У 1955 році обирається за конкурсом завідувачем кафедри загальної хірургії Чернівецького державного медичного інституту, на цій посаді працював до 1975 року.
Основним напрямком наукової роботи була загальна і місцева реакція організму на пошкодження та інфекцію, патологія органів травлення, опікова травма, ранні післяопераційні ускладнення. Опублікував 64 наукових роботи. Разом з колективом кафедри розробив і запропонував схему історії хвороби у загальній хірургії, а також посібник для практичних занять із загальної хірургії.
Професор С. А. Кац підготував 9 кандидатів наук. Упродовж 14 років був головою Чернівецького обласного наукового товариства хірургів. Під керівництвом професора був створений у клініці Чернівецький обласний опіковий центр.